# 四膜虫醇
四膜虫醇（英語：Tetrahymanol，或称作伽马蜡烷-3β-醇，Gammaceran-3β-ol）是一种五环三萜醇，最早发现于海洋纤毛虫四膜蟲（Tetrahymena pyriformis）的细胞膜中，之后在其它纤毛虫、真菌、蕨类、细菌中都有发现。经过数百万年的成岩作用，海洋沉积物中的四膜虫醇会转化为对应的饱和烃类伽马蜡烷，可用于分析古代的海洋环境。

胆固醇（A）、四膜虫醇（B）、藿烯醇B（C）的化学结构